# كلمنتينة
الكَلَمَنتِينة أو (بالفرنسية: Clémentine، نقحرة: كليمونتين) أو الليمون الكليمونتي (الاسم العلمي: Citrus clementina) هو نوع من الحمضيات تُشبه البرتقال من الفصيلة السذابية. الكَلَمَنتِينة مشتق من المندرين إلا أنه خال من النوى عكس المندرين، وهو فاكهة خضراء في الأصل عند النضج ولا تأخذ اللون البرتقالي إلا تحت تأثير برودة الشتاء.

## الأصل
سميت كذلك نسبة لأب كليمون (Vital Rodier, 1829-1904) من المعهد (بالفرنسية: Frères de Notre-Dame de l'Annonciation) والذي كان مسؤولا عن الزراعة في ميتم مسرغين (بالقرب من مدينة وهران - الجزائر). في سنة 1892، حصل الأب كليمون رفقة الطبيب وعالم النباتات لوي شارل ترابو (بالفرنسية: Louis Charles Trabut) على كَلَمَنتِينة بتهجينه عن قصد شجرة مندرين بفاكهة البرتقال الحلو، وسماه كذلك ترابو كتقدير للأب كليمون.

## الزراعة
تنتشر زراعة أشجار الكَلَمَنتِينة أساسا إسبانيا والجزائر والمغرب وتونس وفرنسا.[بحاجة لمصدر]

## وصلات خارجية
- Version numérisée du livret La Clémentine. Les hybrides du "citrus nobilis" par le Docteur Louis Trabut(1853-1929), publié en 1926
- Extrait des comptes-rendus des réunions de l'Académie des sciences en 1909 sur un site consacré à Misserghin
- Notice bibliographique du livret La Clémentine. Les hybrides du "citrus nobilis" par le Docteur Louis Trabut(1853-1929), publié en 1926